# NYLAS
NYLAS是一個活躍於台灣的電子樂團，目前由LABI（主唱）、ARNY（電腦．鍵盤手）組成，兩位皆是樂團草莓救星的團員，但是參與了法雅客書店所主辦的第二屆 注意新秀比賽獲得優勝，因此兩人成立了NYLAS。

## 簡介
以往他們喜歡將緩拍電子的節奏感融合迷幻的音樂風格，近年來有了一些改變。兩個年近30歲的大人，喜歡上兒歌，不過NyLas的兒歌是要唱給大人聽的! 以電子節拍聲響為底，搭配木吉他及天馬行空的歌詞旋律，融合民謠、電子及搖滾諸多元素。沒有舞台上的瘋狂奔跳，也沒有誇張的激情演出，NyLas喜歡用輕鬆幽默的演出方式，讓現場的聽眾感染到簡單的歡樂。

### 團名由來
來自於團員ArNy與LaBi兩人名字的組合(複數S)。

## 樂團沿革
- 2003年
  - 參加法雅客書店(FNAC)所主辦的「第二屆 注意新秀」(Attention telents)獲得優勝

- 2004年
  - 1月6日　發表第一張迷你專輯《Where Are You My Dear Uncle K?》
  - 12月4日　以電影《神的孩子》入圍第41屆金馬獎最佳短片及最佳視覺效果[2]

- 2006年
  - 10月27日　參與電影《一年之初》的配樂（與林強合作）
  - 12月25日　以電影《一年之初》榮獲第43屆金馬獎最佳電影原創音樂[3]

- 2007年
  - 7月11日　發表第一張單曲《太陽馬戲班》
  - 11月2日　發表第二張單曲《Here you are! My Dear Uncle K!》

- 2009年
  - 3月6日　發表第二張專輯／首張完整專輯《Nylas》

## 樂團成員
- LaBi（主唱）
- ArNy（電腦．鍵盤手）

## 音樂作品
單曲
1. 太陽馬戲班（2007年7月11日）
2. Here you are! My Dear Uncle K!（2007年11月2日）

專輯
1. Where Are You My Dear Uncle K?（2004年1月6日）
2. Nylas（2009年3月6日）

1. 獨立潮流（2004年12月29日）
  - 收錄曲：魔鬼之家
2. FC5 - 118（2005年6月27日）
  - 收錄曲：白馬敗家子
3. 草地音樂同學會（2007年6月1日）（默契音樂）
  - 收錄曲：Love For Free
4. 卡夫卡不插電 vol.2（2008年9月2日）（喜馬拉雅唱片）
  - 收錄曲：Love for free、Through the night
5. 風和日麗連連看（2020年2月）
  - 收錄曲：美好時光

電影配樂
- 「神的孩子」
- 「一年之初 - 電影音樂概念專輯」與林強合作

## 獲獎紀錄
- 2003年
  - 參加法雅客書店(FNAC)所主辦的「第二屆 注意新秀」(Attention telents)獲得優勝
- 2004年
  - 12月4日　以電影《神的孩子》入圍第41屆金馬獎最佳短片及最佳視覺效果
- 2006年
  - 12月25日　以電影《一年之初》榮獲第43屆金馬獎最佳電影原創音樂（參與合作）

## 外部連結
- 官方網站
- 草莓救星&Nylas的行事曆
- NyLas' BLOG